# شمزاغ
شمزاغ (بالفارسية: شمزاغ) (بالإنجليزية: Shamzagh)‏، قرية في قسم حومه الريفي، الناحية المركزية، مقاطعة لارستان، محافظة فارس، إيران. يبلغ عدد سكانها حسب إحصاء عام 2006 ميلادية 20 نسمة في 4 عائلات.